# Nada Kawar
Nada Mufid Kawar (in arabo ندى قعوار‎?; 23 novembre 1975) è un'ex pesista e discobola giordana.
Ha preso parte a due edizioni dei Giochi olimpici ad Atlanta 1996 e Sydney 2000 e a due edizioni dei Mondiali, in tutti e quattro i casi senza qualificarsi per la finale.

## Palmarès
| Anno | Manifestazione      | Sede     | Evento           | Risultato | Prestazione | Note |
| ---- | ------------------- | -------- | ---------------- | --------- | ----------- | ---- |
| 1996 | Giochi olimpici     | Atlanta  | Getto del peso   | 24ª (q)   | 15,28 m     |      |
| 1997 | Mondiali            | Atene    | Getto del peso   | 24ª (q)   | 15,76 m     |      |
| 1999 | Giochi panarabi     | Irbid    | Getto del peso   | Oro       | 17,33 m     |      |
| 1999 | Giochi panarabi     | Irbid    | Lancio del disco | Oro       | 57,52 m     |      |
| 1999 | Mondiali            | Siviglia | Getto del peso   | 25ª (q)   | 16,30 m     |      |
| 2000 | Campionati asiatici | Giacarta | Getto del peso   | Oro       | 17,46 m     |      |
| 2000 | Giochi olimpici     | Sydney   | Getto del peso   | 25ª (q)   | 15,67 m     |      |